# Mission (Dakota Południowa)
Mission – miasto w Stanach Zjednoczonych, w stanie Dakota Południowa, w hrabstwie Todd.